# Margulisiibacteriota
Margulisiibacteriota o Margulisbacteria es un filo candidato de bacterias endosimbiontes de termitas, cucarachas y protozoos, ya que forman parte de su microbiota intestinal y les ayudan a digerir ciertas sustancias como celulosa. 
El análisis del genoma encontró que estas bacterias pueden hidrolizar y fermentar celulosa, celobiosa, acetato y etanol. La relación con su huésped puede ser mutualista o comensalista. El género Termititenax forma parte de la microbiota de las termitas. El filo fue descrito en 2018 debido a que estas bacterias no habían podido ser cultivadas y el filo fue nombrado en honor a la bióloga destacada Lynn Margulis. El análisis filogenético sugirió que este filo esta emparentado con las cianobacterias constituyendo su grupo hermano.
Incluye los siguientes géneros:
- Marinamargulisbacteria
- Riflemargulisbacteria
- Termititenax
- Saganbacteria